# Хајнбокел
Хајнбокел (њем. Heinbockel) општина је у њемачкој савезној држави Доња Саксонија. Једно је од 40 општинских средишта округа Штаде. Према процјени из 2010. у општини је живјело 1.513 становника. Посједује регионалну шифру (AGS) 3359024.

## Географски и демографски подаци
Хајнбокел се налази у савезној држави Доња Саксонија у округу Штаде. Општина се налази на надморској висини од 15 метара. Површина општине износи 22,7 km². У самом мјесту је, према процјени из 2010. године, живјело 1.513 становника. Просјечна густина становништва износи 67 становника/km².

## Међународна сарадња
| Мјесто | Држава    | Врста сарадње | Од    |
| ------ | --------- | ------------- | ----- |
|        | Француска | контакт       | 2000. |
| Пак    | Пољска    | партнерство   | 2005. |
| Извор  |           |               |       |